# Droga krajowa B319 (Niemcy)
Droga krajowa 319 (Bundesstraße 319, B 319) – niemiecka droga krajowa przebiegająca od skrzyżowania drogi B305 w Berchtesgaden po masywie Obersalzbergu by znów połączyć się z drogą B305 w dzielnicy Berchtesgaden, Unterau w południowej Bawarii.